# Norman Scott (Admiral)

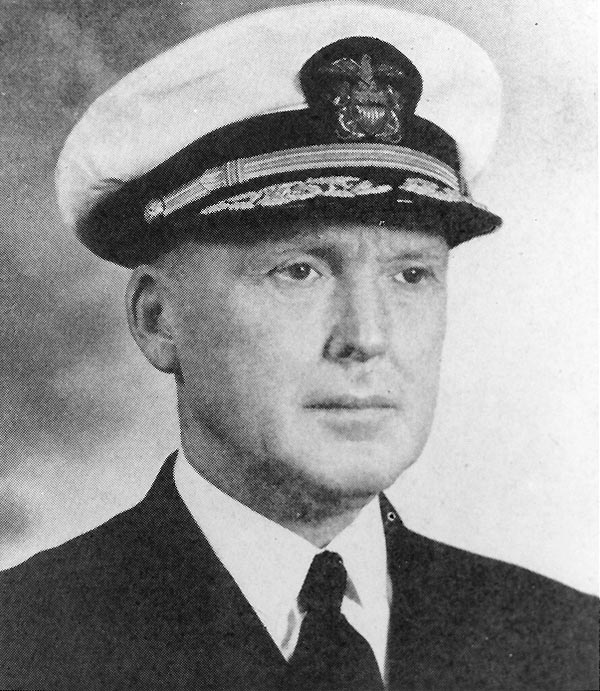
Norman Scott

Norman Scott, USN (* 10. August 1889 in Indianapolis, Indiana; † (gefallen) 13. November 1942 an Bord des Kreuzers Atlanta vor Guadalcanal) war ein US-amerikanischer Konteradmiral im Zweiten Weltkrieg.

## Leben
Norman Scott schloss 1907 die U.S. Naval Academy ab und erhielt sein Offizierpatent als Ensign im März 1912. Von 1911 bis 1913 diente er auf dem Schlachtschiff USS Idaho und auf verschiedenen Zerstörern.
Im Dezember 1917 war er Executive Officer (XO, dt. etwa 1. Offizier) auf der Jacob Jones, als diese vom deutschen U-Boot U 53 versenkt wurde, und wurde für sein Verhalten dabei belobigt. Bis zum Ende des Ersten Weltkrieges hatte er einen Posten im Marineministerium und war Marineadjutant Präsident Wilsons. 1919 war Scott im temporären Dienstgrad eines Lieutenant Commander Kommandeur einer Abteilung Eagle Boats (PE) und führte selbst die Eagle 2 und Eagle 3.
Zu Beginn der 1920er Jahre diente er an Bord verschiedener Zerstörer, auf dem Schlachtschiff New York und auf Hawaii. Von 1924 bis 1930 war er dem Stab des Befehlshabers der Schlachtschiffflotte (Commander Battle Fleet) zugeteilt und Lehrer an der Marineakademie. In den frühen 1930er Jahren kommandierte er die Zerstörer MacLeish und Paul Jones und besuchte den Lehrgang für höhere Offiziere am Naval War College. Nach einer Fahrt als 1. Offizier des Leichten Kreuzers Cincinnati war er, jetzt Commander, Mitglied einer Marinedelegation unter Stephen B. McKinney in Brasilien (1937–1939). Zum Captain befördert wurde er kurz nach dem Eintritt der Vereinigten Staaten in den Zweiten Weltkrieg Kommandant des Schweren Kreuzers Pensacola (Dezember 1941).
Während der ersten Monate des Jahres 1942 war Scott dem Stab des Chief of Naval Operations CNO zugeteilt. Seit Mai 1942 Rear Admiral wurde er in den Südpazifik kommandiert, um dort im August d. J. als Befehlshaber einer Feuerunterstützungsgruppe die Invasion von Guadalcanal und Tulagi zu unterstützen.
Am 11. und 12. Oktober 1942 führte er ein Geschwader, bestehend aus Zerstörern und Kreuzern, in der Schlacht von Cape Esperance. Einen Monat später, am 13. November, war er stellvertretender Befehlshaber der initialen Nachtangriffe in der Seeschlacht von Guadalcanal. Konteradmiral Scott kam ums Leben, als sein Flaggschiff, der Leichte Kreuzer Atlanta (CL-51), von Kanonenfeuer und einem Torpedotreffer zerstört wurde. Für seinen „außerordentlichen Heldenmut und seine hervorragende Furchtlosigkeit“ während der Kämpfe vom Oktober und November verlieh ihm der US-Präsident postum die Medal of Honor.
Die Zerstörer Norman Scott, 1943–1973, und Scott, 1981–1998, wurden nach ihm benannt.